# Palais Bourgoing

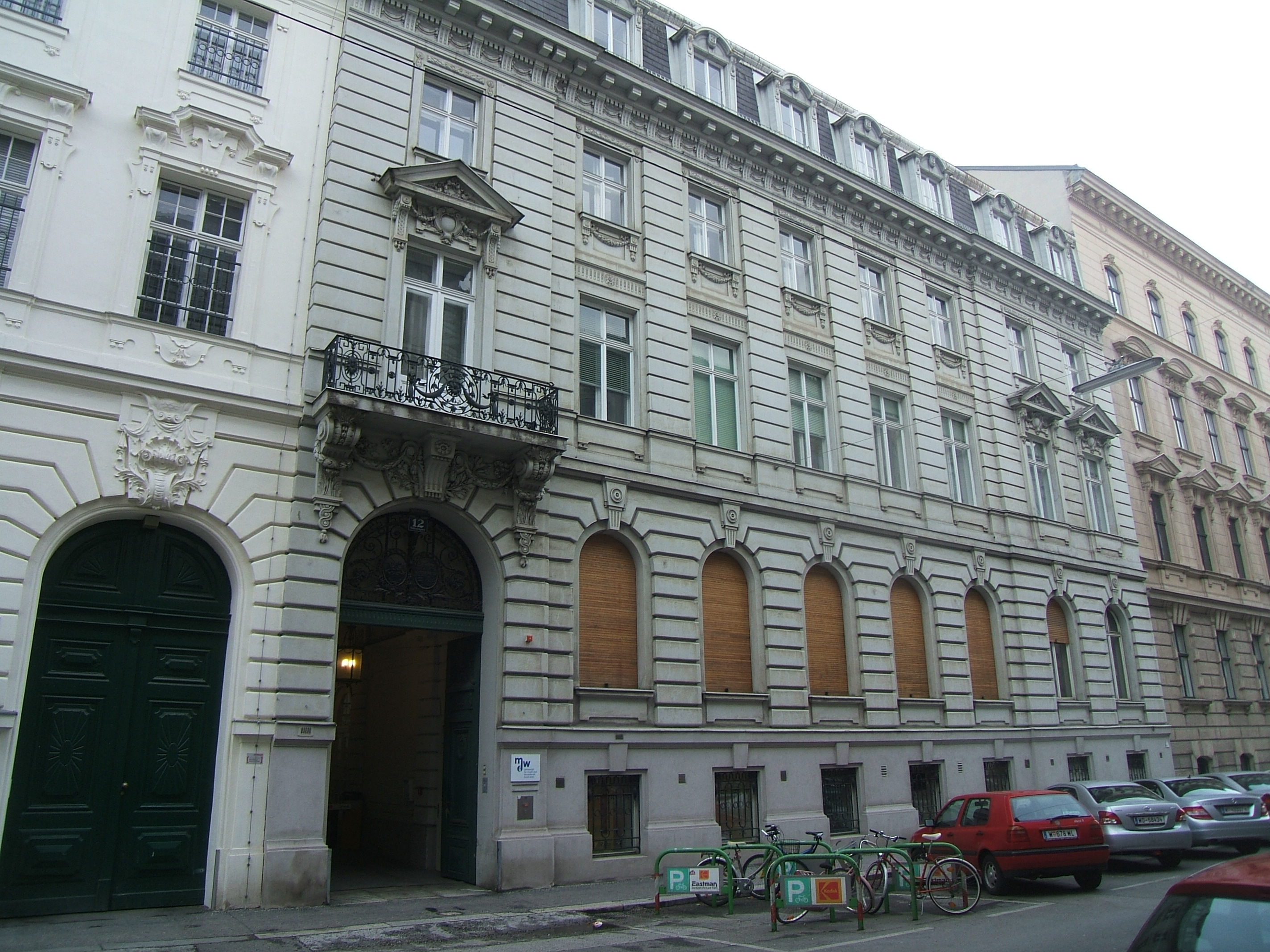
Das Palais Bourgoing in der Metternichgasse 12

Das Palais Bourgoing befindet sich im 3. Wiener Gemeindebezirk Landstraße, Metternichgasse 12 und steht unter Denkmalschutz (Listeneintrag).

## Geschichte

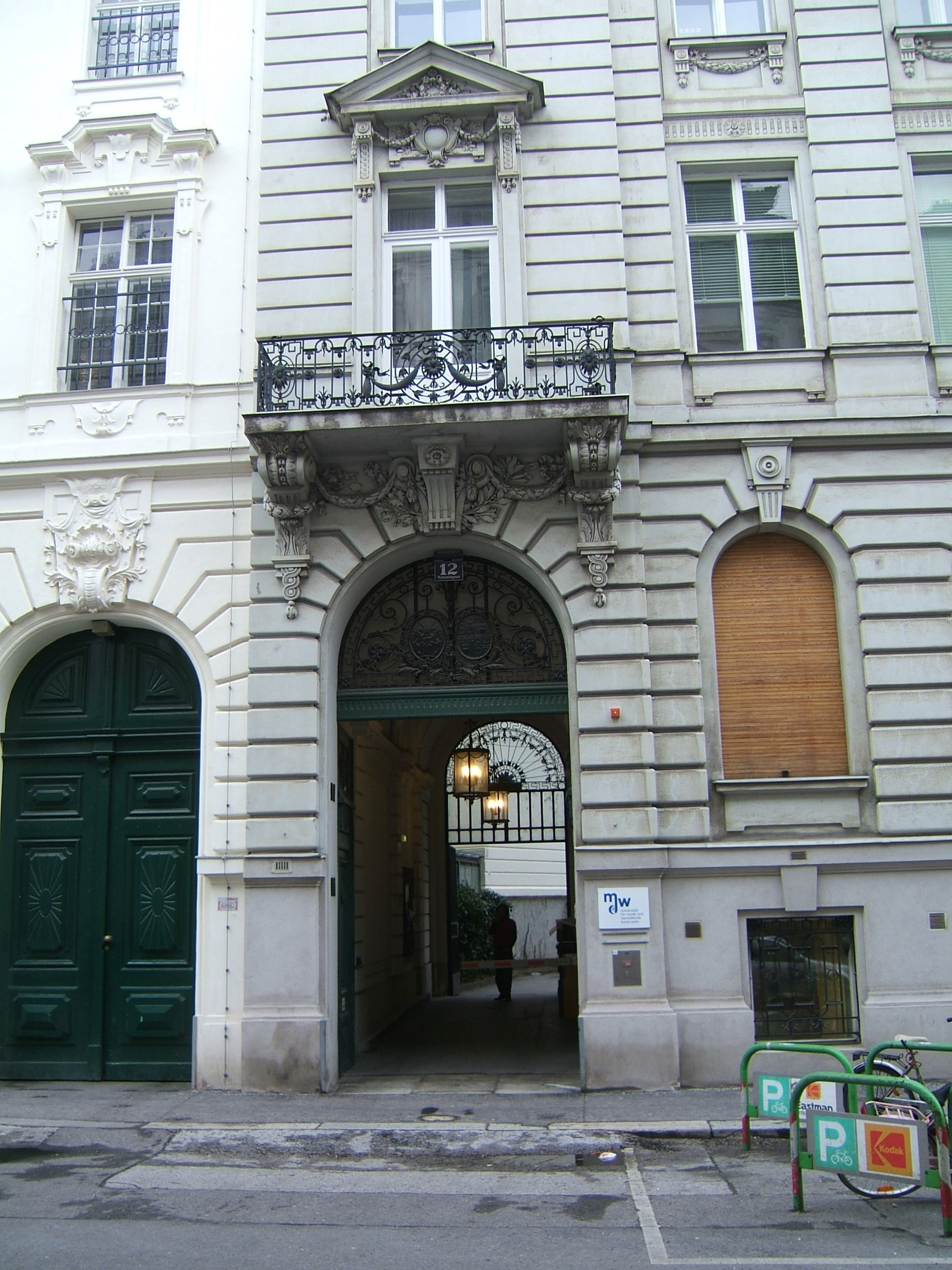
Das Portal des Palais Bourgoing

Das Palais Bourgoing wurde 1890 für den Baron Othon de Bourgoing (* 1839, München; † 1908, Reichenau an der Rax) nach Entwürfen der Architekten Amand Louis Bauqué und Albert Emilio Pio errichtet, die ein Jahr später ein weiteres Palais für den Baron in der Metternichgasse 8 (das heutige Palais Rothschild) erbauten. Den Auftrag für die Bauausführung erhielt die Firma Heinrich und Franz Glaser. Seit dem Studienjahr 1968/1969 ist die Filmakademie Wien im Palais ansässig.

## Beschreibung
Das späthistoristische Palais hat ein gebänderte Fassade mit Neoempire-Schmuckelementen unterhalb der Fenster des letzten Stockwerkes sowie in den Fensterstürzen unter den Dreiecksgiebeln. Auffallend sind die asymmetrischen Eckrisalite und das Portal mit schönem Gitterwerk im Halbrundbogen mit Wappenkartuschen. Drei Konsolen mit reichen Empire-Schmuckelementen tragen einen Balkon mit schönem Schmiedeeisengitter.